# Newton (app)
Newton es una aplicación de administración del correo electrónico para iOS, Android, MacOS, Windows, y Chrome OS, desarrollada por CloudMagic, Inc. La aplicación es conocida por sus capacidades de búsqueda, las capacidades de multiplataforma y la interfaz de usuario. Durante el período del 15 de septiembre de 2016, CloudMagic cambió de nombre por Newton Mail con los servicios premium, la agregación de una multitud de nuevas capacidades y funciones.
El 13 de mayo de 2020, Simform y SoFriendly declararon la adquisición y reinicio del Newton Mail. En señal de gratitud por apoyo del servicio el Newton ofrece la prolongación por 3 meses para todas las suscripciones existentes.

## Características
El Newton asegura el apoyo de Gmail, Hotmail, Yahoo! Mail, Outlook, iCloud, Google Apps, Microsoft Exchange, Office 365, Mail.com, GMX, AOL e IMAP. En la actualidad la aplicación trabaja con todos los dispositivos de iOS 8 y superior, así como con los dispositivos Android 4.0 y superior. Newton ha sido una de las primeras aplicaciones para Chrome OS cuando Google decidió trasladar las aplicaciones de Android en Chromebook.
En marzo de 2014, Newton anunció Cards, que es una función que une los servicios populares, tales como Evernote, Pocket, Trello, Asana, Microsoft OneNote, Salesforce.com, Zendesk, y los integra con la aplicación.